# إيلي مونك
إيلي مونك (بالفرنسية: Élie Munk)‏ (بالعبرية: אליהו מונק‏) هو حاخام فرنسي وإسرائيلي، ولد في 15 سبتمبر 1900 في باريس في فرنسا، وتوفي في 5 يونيو 1981 في نيويورك في الولايات المتحدة.